# Shaugh Prior
Shaugh Prior – wieś w Anglii, w hrabstwie Devon, w dystrykcie South Hams. W 2001 miejscowość liczyła 751 mieszkańców.